# Catocala chekiangensis
Catocala chekiangensis är en fjärilsart som beskrevs av Clayton Dissinger Mell 1933. Catocala chekiangensis ingår i släktet Catocala och familjen nattflyn. Inga underarter finns listade i Catalogue of Life.